# I begynnelsen

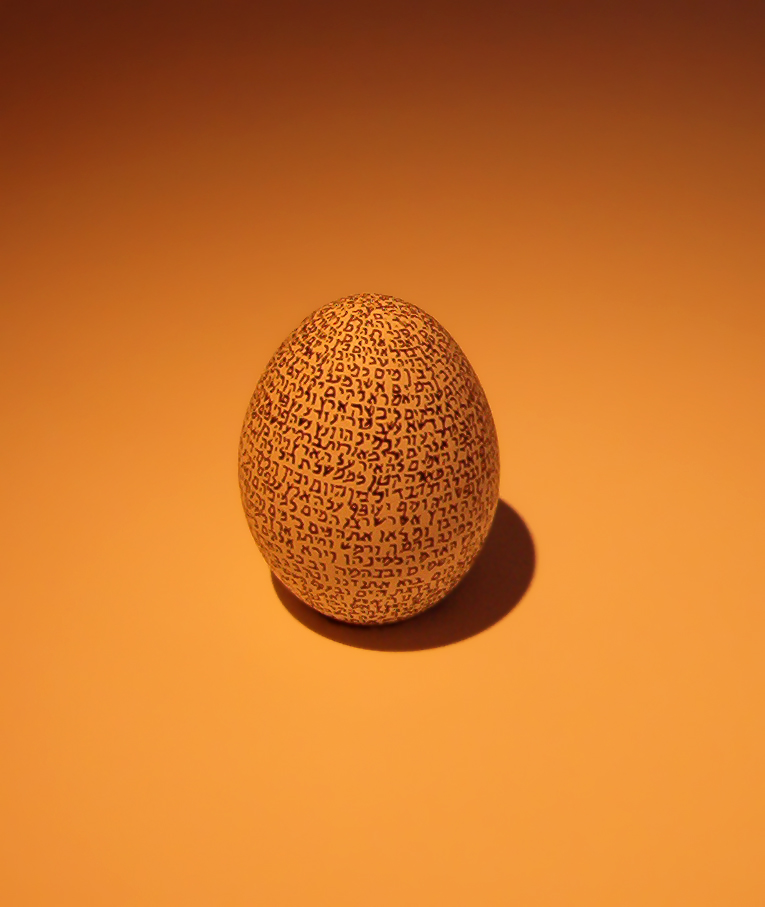
Det första kapitlet i B'reshit, eller Första Moseboken, skrivet på ett ägg, i Jerusalems museum

I begynnelsen (biblisk hebreiska: בְּרֵאשִׁית Bərēʾšīṯ) är öppningsfrasen eller incipiten som används i Bibeln i Första Moseboken 1:1. I Johannesevangeliet 1:1 i Nya testamentet är ordet Archē på svenska översatt med samma fras.

## Etymologi
Det översatta ordet i den hebreiska Bibeln är Bereshit (בְּרֵאשִׁית): "I begynnelsen".
Archē (klassisk grekiska: ἀρχή) är det ursprungliga ordet som användes i Johannesevangeliet 1:1.

## Användning
I Bibel 2000 i Första Moseboken 1:1 är det översatt: "I begynnelsen skapade Gud himmel och jord". I Bibel 2000 i Johannesevangeliet 1:1 är det översatt: "I begynnelsen fanns Ordet, och Ordet fanns hos Gud, och Ordet var Gud".

## Tradition och teologi

### Judendomen
Första Moseboken som helhet har titeln Bereshit (בְּרֵאשִׁית) i sin incipit på hebreiska, som med andra böcker i den hebreiska bibeln. Det första ordet, och därmed Guds roll som skapare, reciteras i Aleinu-bönen nära slutet av var och en av de tre dagliga bönegudstjänsterna.

### Kristendomen

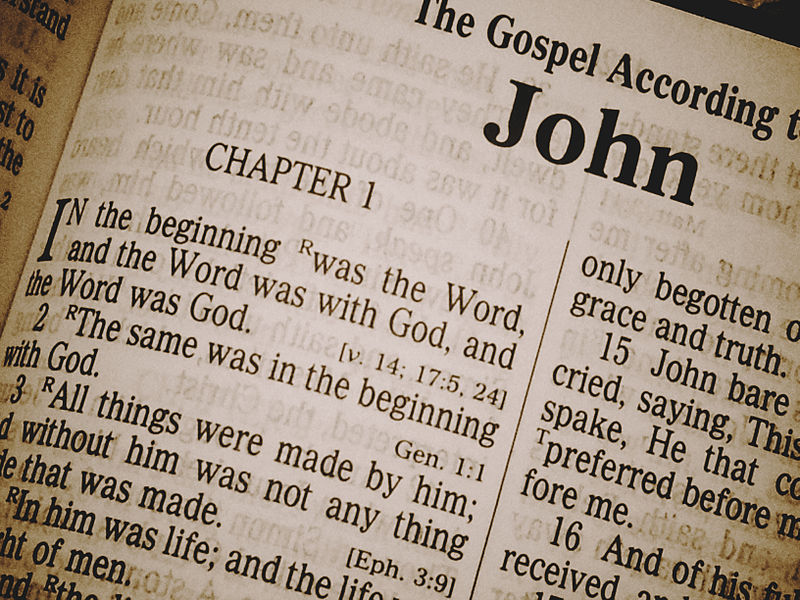
Johannesevangeliet 1:1 i King James Bible

Första Moseboken 1:1 brukar av kristna teologer jämföras med Johannesevangeliet 1:1 som något som aposteln Johannes anspelade på. 